# Cophotylus steindachneri
Cophotylus steindachneri är en insektsart som beskrevs av Krauss 1902. Cophotylus steindachneri ingår i släktet Cophotylus och familjen gräshoppor. Inga underarter finns listade i Catalogue of Life.